# Damblainville
Damblainville ist eine französische Gemeinde mit 231 Einwohnern (Stand: 1. Januar 2022) im Département Calvados in der Region Normandie. Sie gehört zum Arrondissement Caen und zum Kanton Falaise. Die Einwohner werden als Damblainvillais bezeichnet.

## Geografie
Damblainville liegt rund sieben Kilometer nordöstlich von Falaise. Umgeben wird die Gemeinde von Perrières im Norden, Vicques im Nordosten, Morteaux-Coulibœuf im Osten, Beaumais im Südosten, Fresné-la-Mère im Süden, Eraines im Südwesten, Versainville im Westen sowie Épaney in nordwestlicher Richtung.

## Bevölkerungsentwicklung
| Jahr                             | 1793 | 1836 | 1876 | 1926 | 1946 | 1968 | 1990 | 2016 |
| Einwohner                        | 457  | 444  | 352  | 245  | 231  | 171  | 193  | 237  |
| Quelle: Cassini, EHESS und INSEE |      |      |      |      |      |      |      |      |

## Sehenswürdigkeiten
- Kirche Saint-Pierre-et-Saint-Paul aus dem 11. Jahrhundert

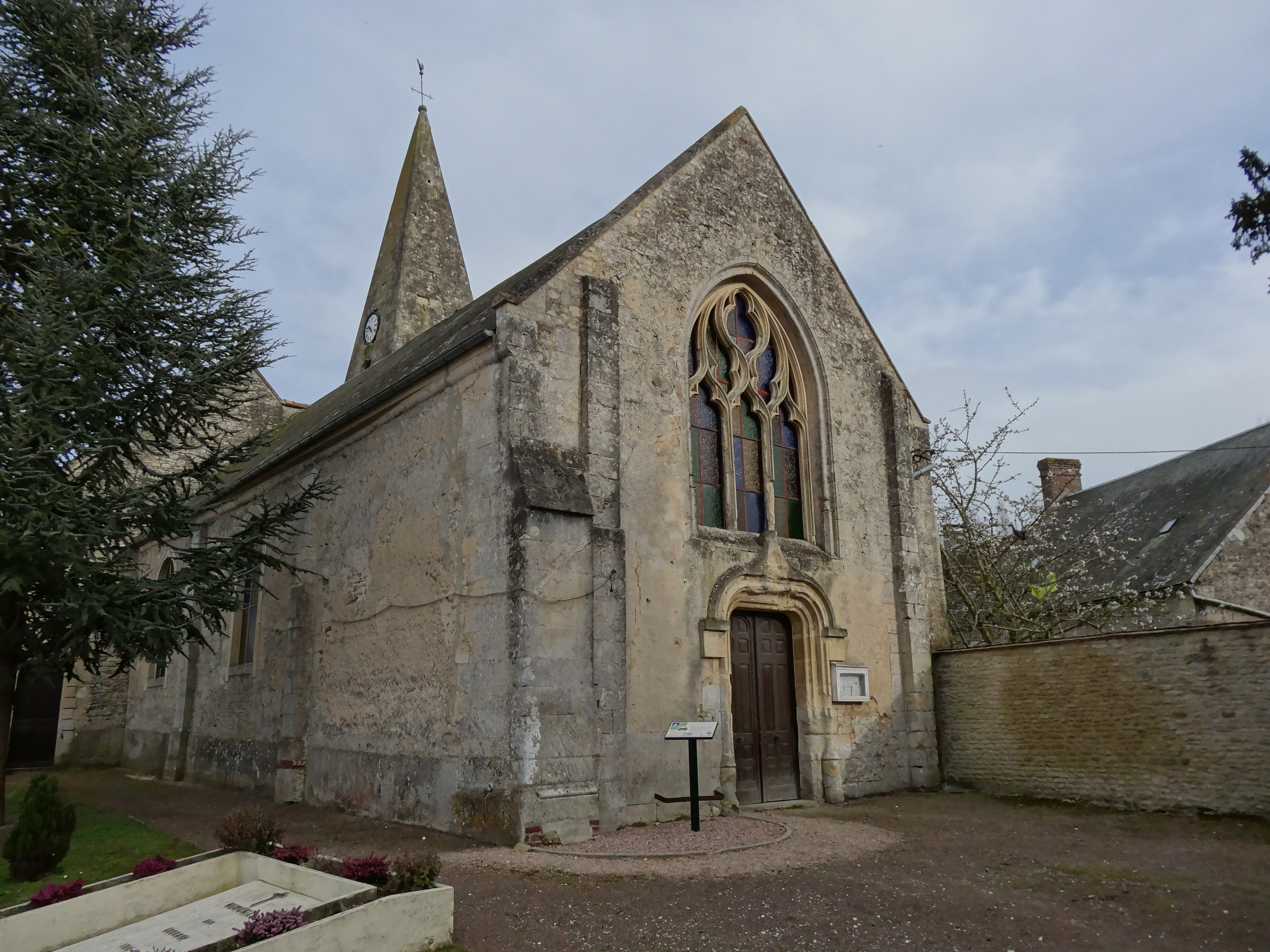
Kirche Saint-Pierre-et-Saint-Paul

- Schloss aus dem 18. Jahrhundert